# 1914 aux échecs
| Années des échecs : 1911 - 1912 - 1913 - 1914 - 1915 - 1916 - 1917    |
| Décennies des échecs : 1880 - 1890 - 1900 - 1910 - 1920 - 1930 - 1940 |

Cet article présente les faits marquants de l'année 1914 aux échecs.

## Tournois et opens

### 2etrimestre
- Le Tournoi d'échecs de Saint-Pétersbourg 1914, disputé du 21 avril au 22 mai 1914, a été remporté par le champion du monde Emanuel Lasker devant les futurs champions du monde José Raul Capablanca et Alexandre Alekhine, suivis des prétendants au championnat du monde Siegbert Tarrasch et Frank Marshall.

## Championnats nationaux
- Écosse : William Gibson remporte le championnat[1].
- France : Alphonse Goetz remporte le premier championnat de France[2],[Note 1] officieux.
- Royaume-Uni de Grande-Bretagne et d'Irlande : Frederick Yates remporte le championnat[3].
- Empire russe: Alexandre Alekhine et Aaron Nimzowitsch remportent le championnat[4],[Note 2].
- Suisse : Dietrich Duhm et Moritz Hennerberger remportent le championnat [5].

## Divers
- Première Guerre mondiale: Le 1er août débute la Première Guerre mondiale. Les joueurs d’échecs russes participant au 19e Congrès de la fédération allemande des échecs à Mannheim sont arrêtés et transférés à Rastatt comme prisonniers de guerre[6].

## Naissances
- Reuben Fine

## Nécrologie
- 30 janvier : Wordsworth Donisthorpe
- 23 avril : Nicolai Jasnogrodsky (en)
- 16 juillet : Carl Kockelkorn
- 29 août : George Shoobridge Carr
- En octobre : Constant Ferdinand Burille (en)